# Айтпенов, Мукан
Мукан Айтпенов (каз. Мұқан Әйтпенов; XIX в. — после 1920) — казахский общественный деятель, политик, журналист.

## Биография
В 1912—1915 годах публиковал на страницах журнала «Айқап» статьи о культуре, здоровье, просвещении, проблемах земледелия. В 1917 году до Февральской революции был переводчиком Акмолинского генерал-губернатора. Весной 1917 года работал председателем Омского уездного казахского комитета.
Стал одним из организаторов казахской социалистической партии «Үш жүз» и первым председателем ЦК партии. Был депутатом Всероссийского учредительного собрания от партии «Үш жүз». Стал членом партии «Алаш».
В 1918 году был избран членом Акмолинского областного казахского комитета, в 1920 году — редактором газеты «Кедей сәзі».

## Взгляды
Изучив программу партии «Алаш», ставил целью создать тюрко-татарскую федерацию. Не признавал диктатуру пролетариата, защищая интересы всех казахов, не разделяя их на богатых и бедных.